# Hua Guofeng
Hua Guofeng (chino simplificado: 华国锋, chino tradicional: 華國鋒, pinyin: Huà Guófēng, Wade-Giles: Hua Kuo-feng) (Jiaocheng, 交城, provincia de Shanxi, 16 de febrero de 1921 - Pekín, 20 de agosto de 2008) fue un dirigente histórico del Partido Comunista de China,  y sucesor de Mao Zedong. Fue primer ministro de China (1976 - 1980), presidente del Partido Comunista de China (1976 - 1981) y Presidente de la Comisión Militar Central (1976-1981). A pesar de haber ocupado estos tres cargos, máximos símbolos del poder político en la República Popular China, fue desalojado del poder por Deng Xiaoping, durante las intensas luchas internas que tuvieron lugar en el seno del Partido Comunista de China tras la muerte de Mao.

## Trayectoria política
Miembro del Partido Comunista de China desde los años de la invasión japonesa, su ascenso en la jerarquía del Partido se produjo en el contexto de la Revolución Cultural, cuando Mao apartó del poder a gran parte de los dirigentes históricos del Partido.

## Hua como sucesor de Mao
Tras la muerte de Zhou Enlai, primer ministro chino, el 8 de enero de 1976, Hua ocupó su puesto. Mao lo nombraría sucesor, por lo que tras la muerte de éste el 9 de septiembre de 1976, Hua pasó a ocupar los dos cargos que ocupaba Mao: presidente del Partido Comunista de China y presidente de la Comisión Militar Central.
La autoridad de Hua se vio atacada desde el principio. Por un lado, la Banda de los Cuatro, los ideólogos que habían dirigido las campañas de la Revolución Cultural, aspiraban a hacerse con el poder. Hua, sin embargo, actuó con rapidez para hacerlos arrestar y culparlos de los peores excesos de los últimos años. De esta manera, Hua logró encontrar un chivo expiatorio para los excesos cometidos durante la Revolución Cultural, mientras al mismo tiempo preservaba la figura de Mao.
La fidelidad a Mao y a los ideales representados por éste fue una característica de la ideología de Hua, simbolizada por su famosa frase: "Defenderemos con firmeza todas aquellas decisiones políticas tomadas por el presidente Mao, y respetaremos de principio a fin y sin vacilar todas aquellas instrucciones dadas por el presidente Mao". A este pronunciamiento político, reproducido en varios periódicos, se le llamó en China la política de "las dos todas aquellas" (两个凡是 / 兩個凡是, liǎngge fánshì), y le supondría muchísimas críticas a Hua por parte de los reformistas, que finalmente se harían con el poder bajo el liderazgo de Deng Xiaoping.
Como heredero tanto de Zhou Enlai como de Mao, Hua hubo de asumir un legado contradictorio: el pragmatismo de Zhou y la radicalización ideológica de Mao. Consciente de que su legitimidad dependía de la decisión de Mao, Hua optó por lo segundo, e incluso se llegó a promover un culto a la personalidad similar al de Mao, con carteles propagandísticos que exaltaban su figura.

## Pérdida del poder
Sin Mao en la escena política, los reformistas liderados por Deng Xiaoping, junto a sus aliados Hu Yaobang, Chen Yun y Zhao Ziyang, acabaron haciéndose con parcelas de poder. Durante el XI Congreso del Partido Comunista de China, celebrado en Pekín en diciembre de 1978, Deng Xiaoping, ya rehabilitado, refuerza su posición en la jerarquía del Partido. En ese momento, Hua Guofeng se encuentra solo y sin apenas apoyos. Dos años después, durante la V Sesión Plenaria del Partido, Hua se ve obligado a dimitir de su cargo de primer ministro, que pasa al reformista Zhao Ziyang. En 1981, en el VI Pleno, Hua abandona los dos cargos que le quedaban; el puesto de Presidente del Comité Central del Partido pasa a Hu Yaobang, mientras que el de Presidente de la Comisión Militar Central pasa al nuevo jefe de Estado del país, Deng Xiaoping.
De esta manera concluía el efímero paso de Hua Guofeng por el poder. Hua vivió en el ostracismo en Pekín, alejado de la vida pública, hasta su muerte, ocurrida en dicha ciudad el 20 de agosto de 2008, a los 87 años de edad.